# Bandera de la Lliga d'Estats Àrabs

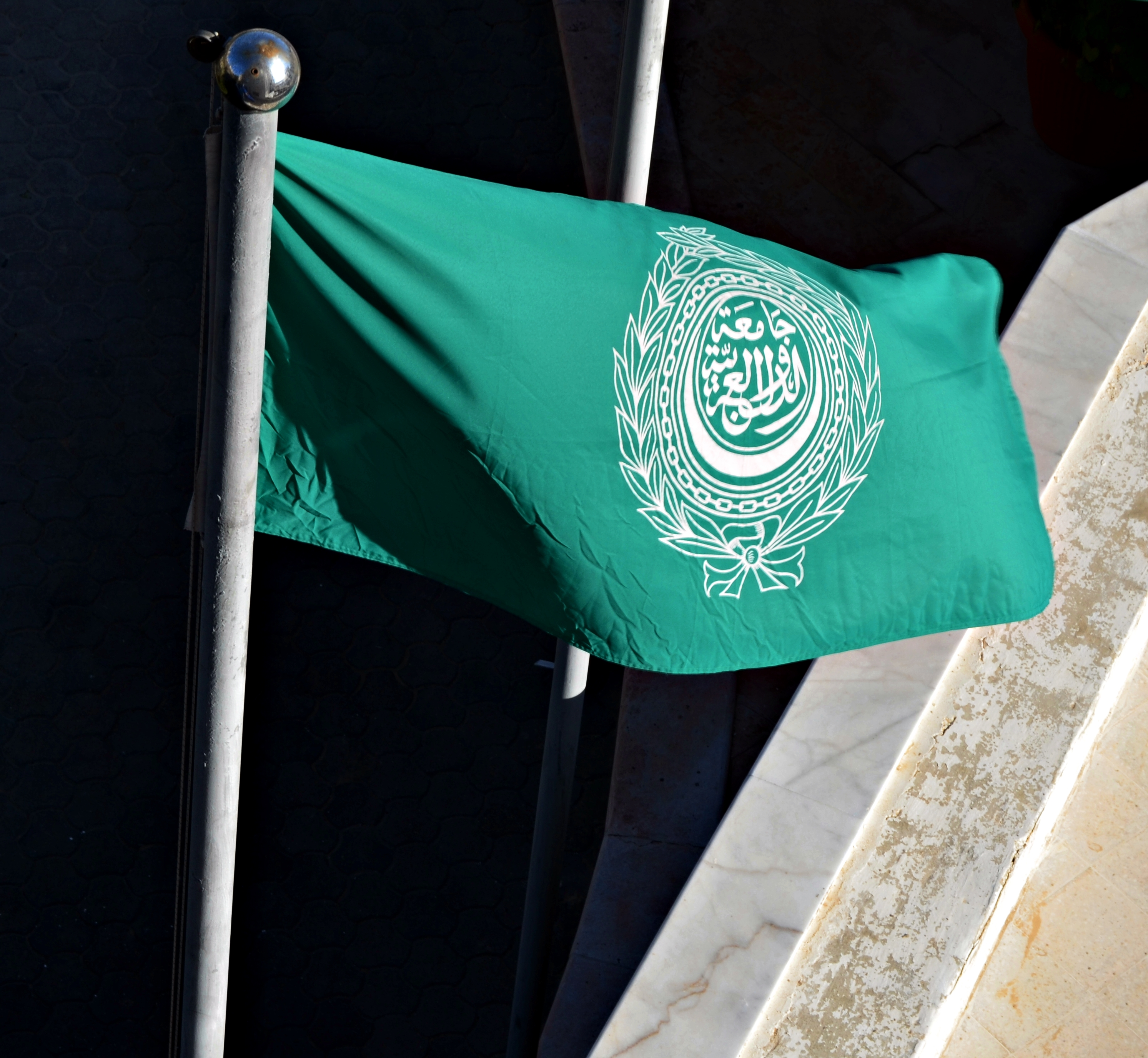
La bandera hissada a Amman

La bandera de la Lliga Àrab és la bandera de la Lliga Àrab o Lliga d'Estats Àrabs i està formada per un rectangle verd amb el segell de la Lliga Àrab al centre. El segell el forma una corona de llorer i una cadena concèntrics i, al centre, el nom de la institució en àrab amb un creixent lunar muntant al peu. Les vint-i-dues baules de la cadena representen als vint-i-dos membres de la Lliga en el moment de la creació de la bandera. La inscripció dona el nom de l'organització: «جامعة الدول العربية», Jāmiʻat ad-Duwal al-ʻArabiya, ‘Lliga d'Estats Àrabs'.
A partir d'aquesta bandera, la Lliga Àrab n'ha derivat altres, emprades sobretot en les seves cimeres. Per al president de la cimera, per exemple, s'empra una bandera de la Lliga Àrab invertida de color amb un fons blanc, tal com es va veure clarament en la Cimera de la Lliga Àrab de Beirut de 2002.
La bandera es va adoptar el 8 de març de 1945 com a bandera nacional de l'organització. Es desconeix el creador original de la bandera. Aquesta serveix de bandera oficial a Algèria, Bahrain, Djibouti, Egipte, l'Iraq, Jordània, Kuwait, Líban, Líbia, Mauritània, Marroc, Oman, Palestina, Qatar, Aràbia Saudita, Somàlia, Sudan, Síria, Tunísia, Emirats Àrabs Units, Iemen.